# 納蒂維達 (加利福尼亞州)
納蒂維達（英語：Natividad）是位於美國加利福尼亞州蒙特雷縣的一個非建制地區。該地的面積和人口皆未知。

## 地理
納蒂維達的座標為36°43′58″N 121°35′48″W / 36.73278°N 121.59667°W，而該地的平均海拔高度為50米（即164英尺）。